# Kukan
Kukan (Untertitel: The Battle Cry of China) ist ein Dokumentarfilm von Li Ling-Ai und Rey Scott aus dem Jahr 1941. Der Film thematisiert den chinesischen Widerstand gegen Japan während des Zweiten Weltkriegs. Der Film wurde 1942 mit einem Ehrenoscar ausgezeichnet. Der Film galt lange Jahre als verschollen. 2009 wurde jedoch eine Kopie des Films gefunden, die sich derzeit in einer mehrjährigen Restaurationsphase bei der Academy of Motion Picture Arts and Sciences befindet. Die Dokumentarfilmerin Robin Lung drehte einen Film über die Suche nach dem Film. Der Finding Kukan betitelte Film erschien 2016 und wurde über die Crowdfunding-Plattform Kickstarter finanziert.

## Hintergrund
Produzentin und Ideengeberin ist Li Ling-Ai. Kameramann war der Journalist Rey Scott aus St. Louis, der als Auslandskorrespondent des Daily Telegraph arbeitete. Angeregt von Li Ling-Ai machte er sich 1939 auf den Weg nach China, um die Dokumentation zu drehen. Ausgestattet mit einer 16-mm-Handkamera und Farbfilm-Material reiste er von Hongkong in die provisorische Hauptstadt Chongqing, dann über die Burmastraße nach Lanzhou. Von dort aus bereiste er Tibet und kehrte wieder zurück nach Chongqing. Der Film dokumentiert die Reise und liefert Informationen über die heterogenen ethnischen Gruppen in China, so über die Miao in den Bergen von Guizhou, die muslimischen Chinesen in Lanzhou, die Buddhisten in Tibet, die Nomaden in der Wüste Gobi sowie die Han- und Mandschu-Chinesen. Die USA traten nach dem japanischen Angriff auf Pearl Harbor 1941 in den Krieg ein und begannen China gegen Japan mit erheblichen Lend-and-Lease-Lieferungen zu unterstützen.
Der letzte ca. zwanzigminütige Teil des Films zeigt die am 19./20. August 1940 geflogenen Angriffe der japanischen Kaiserlichen Luftwaffe auf die Stadt Chongqing. Es wurden ca. 200 Tonnen Bomben abgeworfen. Scott filmte die Bombenangriffe vom Dach der US-amerikanischen Botschaft aus, die sich direkt neben dem Zentrum des Angriffs befand. Bosley Crowther von der New York Times zeigte sich in seiner Filmbesprechung tief beeindruckt von diesen Bildern und beschrieb das was er sah, als schlimmer und furchteinflößender als die Bilder der deutschen Luftangriffe auf England im Rahmen des „Blitz“.
Der Film wurde am 23. Juni 1941 in einer 90-minütigen Fassung uraufgeführt. Im Juli 1941 folgte eine auf 63 Minuten gekürzte Fassung. Der Film fand das Interesse des US-amerikanischen Präsidenten Franklin D. Roosevelt, der während einer Privatvorführung im Weißen Haus dem Regisseur Rey Scott und der Produzentin Li Ling-Ai begegnete.
1942 erhielt Scott einen Ehrenoscar, der in Form einer Auszeichnung und nicht als Statue vergeben wurde. Scott wurde der Award auf Grund der „außergewöhnlichen Umstände bei der Produktion von Kukan, insbesondere dem Filmen mit einer 16mm-Kamera unter den schwierigsten und gefährlichsten Bedingungen“ verliehen. Kukan war einer von zwei nicht-fiktionalen Filmen über den Zweiten Weltkrieg, die 1942 mit dem Oscar ausgezeichnet wurden. Der andere war Target for Tonight, der vom britischen Informationsministerium produziert wurde.
Der Film galt lange Zeit als verschollen, bis die hawaiianische Filmemacherin Robin Lung nach etwa einjähriger Recherche über Li Ling-Ai Ende 2009 eine beschädigte 16-mm-Version entdeckte, die sie umgehend der Academy of Motion Picture Arts and Sciences zur Verfügung stellte. Phil Hall von der Website Film Threat war einer der wenigen, der rund 70 Jahre nach der Veröffentlichung die (noch unbearbeitete) Version betrachten konnte und schilderte in einer Besprechung seinen Ersteindruck. Er bezeichnete den Fund des Films als „eines der wichtigsten Ereignisse in der Geschichte der Filmerhaltung“ und den Film selbst als „Wendepunkt des Dokumentarfilms“, hin zu einer „erwachsenen Form“ des Films, der nicht mehr auf Agitprop setzte, sondern stattdessen versuchte ein möglichst objektives, reales Bild zu zeichnen.